# 博埃区
博埃區（英語：Boe District）是太平洋島國諾魯的一個行政區，位於該島的西南部。西南鄰太平洋，北面與艾沃区相鄰，東北為布阿达区、東南鄰亞倫區。平均海拔15公尺（最高海拔50米）。博埃區是屬於諾魯8個選舉區的博埃選舉區（Boe Constituency）。

## 基礎設施
博埃區有許多英國央行的不動產建築，還有一座該島國的國際機場跑道北端部份及全球定位系統站。

## 最早的村落
- Anamangidrin
- Atubwinumar
- Biteye
- Kareeub